# ژوائو سوارز دی آلمیدا نیتو
ژوائو سوارز دی آلمیدا نیتو (به پرتغالی: João Soares de Almeida Neto) مهاجم اهل برزیل است که در شهر بلو هوریزونته و در تاریخ ۳۰ ژانویهٔ ۱۹۸۰ به دنیا آمده است. ژوائو سوارز دی آلمیدا نیتو در تیم‌های فوتبال سانتاکروز سابقهٔ حضور دارد .